# Южный сосновый лубоед
Лубоед южный сосновый (лат. Dendroctonus frontalis) — вид жуков-долгоносиков из подсемейства короедов. Считается самым вредным насекомым-вредителем сосен на юге США. По недавним историческим подсчётам вычислено, что с 1960 по 1990 гг. нанесён вред на сумму в 900 миллионов долларов США. Насекомые живут внутри внутреннего слоя коры сосен. На внешней коре поражённых деревьев появляются крошечные червоточины, из которых протекает смола; на одном дереве количество таких червоточин может исчисляться сотнями.

## Распространение
Dendroctonus frontalis обитает в основном в южных и восточных США — в Алабаме, Арканзасе, Делавэре, во Флориде, в Джорджии, Кентукки, Лос-Анджелесе, Мэриленде, Миссисипи, Северной Каролине, Оклахоме, Южной Каролине, Теннесси, Техасе, Вирджинии и Западной Виргинии, что приблизительно совпадает с границами ареала ладанной сосны. На севере крайняя точка ареала находится в штатах Пенсильвания и Нью-Джерси, откуда встречается на территории южнее через Аризону, Нью-Мексико, Мексику и Центральную Америку до северного Никарагуа включительно.

## Описание имаго
Взрослые насекомые длиной 2—4 мм, их тело короткое, цилиндрическое, коричневое или чёрное. Голова широкая и выдающаяся; у самцов на голове имеется явная выемка или лобовой желобок. У самок широкая, приподнятая кверху переднеспинка с поперечной бороздкой в передней половине. Брюшко округлённое. Молодые (незрелые) жуки по мере развития меняют свой цвет от желтовато-белого через красновато-коричневый до тёмно-коричневого или чёрного.

## Описание преимагинальных стадий
Яйца овальные, блестящие, непрозрачные и почти белые, их размеры 1,5×1,0 мм. Молодые личинки длиной 2 мм, личинки последнего возраста — 7 мм, тело личинок морщинистое, безногое, желтовато-белое, с красноватой головой. Куколки имеют такую же окраску, как и личинки, и такие же форму и длину тела, как у взрослых особей.

## Экология
Личинки после появления из яиц вгрызаются внутрь коры, где будут питаться флоэмой (лубом) дерева, оставляя отпечатки своего присутствия извилистыми S-образными или серпентиновыми (змеевидными) тоннелями. Тоннели строят как личинки, так и взрослые насекомые — жуки. Личинки способны объесть флоэму вокруг ствола, из-за чего прерывается поступление питательных веществ в живые органы растения, и оно в итоге погибнет. Взрослые особи могут быть переносчиками грибков-фитофагов Grosmannia clavigera, которые попав вовнутрь дерева вызывают так называемую голубую плесень древесины. Грибки колонизируют ткани ксилемы и блокируют ток воды внутри дерева, что тоже приводит к гибели растения.

### Список кормовых растений
Особи Dendroctonus frontalis заселяют и убивают все виды сосен, встречающиеся на территории своего ареала. В южных Соединённых штатах более предпочтительны ладанная сосна, короткохвойная, поздняя и виргинская сосны. Известно, что два вид сосен — сосна Эллиота и Pinus palustris — являются более стойкими к атакам Dendroctonus frontalis, хотя даже здоровые деревья данных видов во времена массового размножения могут быть удачно колонизированы. Среди других кормовых видов отмечены Pinus glabra, Pinus clausa, Pinus rigida, Pinus densifolia, Pinus resinosa, Pinus pungens, Pinus strobus, Pinus glabra, Pinus rubens, Pinus abies.

### Признаки поражения сосны
Часто первым признаком, свидетельствующим о поражении вредителем, является изменение цвета хвои. Кроны умирающих сосен изменяются в цвете от зелёного до жёлтого, красного прежде, чем станут коричневыми и опадут. Время, которое требуется для подобного изменения, варьируется сезонно. Часто в то время, когда крона красная, жуки, населяющие дерево, спешат покинуть его.
Самыми ранними признаками возможного поражения насекомыми могут быть присутствие коричневато-оранжевой буровой муки и тонкие капли живицы, накапливающиеся в основании дерева, в трещинах коры, близ ловчих сетей пауков и на лиственном подлеске.

## Развитие
Самки откладывают яйца внутри уже проделанных тоннелей. Молодые личинки из яиц появляются спустя три-девять дней после кладки. Появившись, они вбуравливаются во флоэму и делают извилистые тоннели. По мере развития личинок во флоэме на поверхности на внешней коре всё более отчётливо проявляются проделываемые тоннели. На протяжении четвёртого, финального возраста безногие личинки продвигаются ближе к внешней коре. В конце развития личинка строит куколочную колыбельку, в которой личинка будет превращаться в куколку, окукливаться. С момента окукливания до момента появления молодых жуков из куколок проходит от пяти до семнадцати дней.
Появившиеся молодые жуки некоторое время остаются под корой ещё шесть-четырнадцать дней, пока не окрепнут и потемнеют. Затем они проделывают выходное отверстие через внешнюю кору и покидают место. Главной причиной, побуждающей жуков к перелётам, является потребность заселения новых деревьев.
Жуки способны пролетать большие расстояния, например, взрослые жуки, покинув исходное место, могут пролететь около трёх километров до нового кормового растения. Также установлено, что половина всех жуков в фазах расселения пролетают расстояние около 700 метров.
У Dendroctonus frontalis отмечаются изменения в поведении при смене сезонов. На юге пробуждение впавших в анабиоз жуков в определённом соотношении связано с цветением кизила Cornus florida весной.